# Aba (Maďarsko)
Aba je maďarské město v župě Fejér, v okrese Székesfehérvár.
Rozloha města je 8805 ha a žije zde 4654 obyvatel (2007).

## Doprava
Město se nachází 20 km jihovýchodně od Székesfehérváru v severní části oblasti Mezőföld v údolí potoka Sárvíz. Jeho administrativní plocha je 8805 hektarů. Do města je možné dojet vlakem po železniční trati MÁV Sárbogárd - Székesfehérvár číslo 45. Železnice má také tři zastávky v Abě: železniční stanici Aba-Sárkeresztúr se Sárkeresztúrem na jižním okraji centra města, železniční stanici Bodakajtor-Felsőszentiván a zastávku Belsőbáránd. Městem prochází silnice 63. Se Seregélyesem je Aba spojena po silnici 6214, která je několik kilometrů prašnou cestou, a další vedlejší cestou se Soponyou. Veřejnou silniční dopravu zajišťují autobusy Volánbusz.

## Části města
Mezi části města patří Belsőbáránd a Bodakajtor se nachází 5 km severozápadně od centra Aby. Podle údajů z roku 2011 žije v Bodakajtoru 371 obyvatel a nachází se zde 82 domů. V Bodakajtoru se nachází komunitní dům.